# 西岡葉月
西岡 葉月（にしおか はづき）は、日本の元グラビアアイドル、元タレント。北海道出身。

## 略歴
デビュー前はすすきのでホステスや営業職に就いていたが、地元北海道の牛を見ながら「私もこのまま北海道で死ぬのかな」と思ったことがきっかけで芸能界入りを志した。
2015年7月より「葉月」の芸名で活動、雑誌『週刊プレイボーイ』（2015年8月3日号）でグラビアデビュー。同年11月、講談社が主催する女性アイドルオーディション「ミスiD2016」で佐久間宣行（テレビ東京プロデューサー・ディレクター）賞、シュエ・ジェンファン（ファッションデザイナー）賞の選考委員個人賞2冠を獲得した。選考委員コメントでは、実行委員長の小林司から「女の子の持ってる天真爛漫さ、不安定さ、へんてこさといった愛すべきものをすべて持ってる女の子」「迷わず日本のケイト・アプトン道を歩んでほしい」と評されたほか、佐久間から「素材感丸出し。ルックス・油断してる性格・東京に全く染まって無い感じ、どれもが魅力たっぷりで、周囲を思わず笑顔にさせてました。本人がそれに気づいてない感じもまた最高」、ジェンファンから「She is very charming like Goldie Hawn!（ゴールディ・ホーンのようにとってもチャーミング！）」と賛辞を受けた。後に、芸名を「西岡葉月」に改名。
2017年4月10日、所属事務所が西岡の活動自粛を発表。

## 人物
特技はけん玉。趣味はベリーダンス、漫画を読むこと、映画を見ること。

### エピソード
- 2015年12月26日に東京・秋葉原のソフマップアミューズメント館で開催された1stイメージDVD『北から南へ』の発売記念イベントでは、会場史上最低の観客動員数「4人」を記録した[2][9][10]。
- 2016年1月23日放送の『ゴッドタン』（テレビ東京）でテレビ初出演を果たした際、胸元が大きく開いた衣装で登場し、いきなり両乳首を露出してしまうハプニングが起きた（放送画面上には露出しておらず、同席した劇団ひとりと小池美由が目撃したと発言）[2][3]。

## 出演

### テレビ番組

#### ドラマ
- 重版出来! 第3話（2016年4月26日、TBS）

#### バラエティ
- ゴッドタン 〜The God Tongue 神の舌〜（テレビ東京） -  「小池美由にトモダチを作ってあげよう」（2016年1月23日放送）、「準レギュラー契約更新オーディション」（同年2月27日放送）ほか不定期出演
- アウト×デラックス（フジテレビ） - 「3代目カウンターガールオーディション」（2016年6月9日放送）で“育成枠”として合格

### CM
- イグニス「ぼくとドラゴン」（2016年）

## 作品

### イメージDVD
- 北から南へ（2015年12月18日発売、竹書房）
- きみいろの時（2016年4月22日発売、イーネット・フロンティア）
- 抱きしめたい（2016年11月25日発売、エスデジタル）